# الوارو ایگلسیاس (بازیکن فوتبال)
الوارو ایگلسیاس (انگلیسی: Álvaro Iglesias؛ زادهٔ ۱۲ ژوئیهٔ ۱۹۷۲) بازیکن فوتبال اهل اسپانیا است.
از باشگاه‌هایی که در آن بازی کرده‌است می‌توان به باشگاه فوتبال کوردوبا، باشگاه ورزشی تنریف، باشگاه فوتبال پومفرادینا، و باشگاه خیمناستیک تاراگونا اشاره کرد.